# Land of the Free (chanson des Killers)
Pour les articles homonymes, voir Land of the Free.
Singles de The Killers
Rut
(2018) Caution
(2020)
Land of the Free est une chanson du groupe américain de rock alternatif The Killers publiée en tant que single hors album le 15 janvier 2019. 
Lors de l´enregistrement, Brandon Flowers assure le chant et Ronnie Vannucci Jr. la batterie. Jacknife Lee joue la guitare basse et le piano. 
Brandon Flowers déclare avoir écrit le texte de la chanson à la suite de la tuerie de l'école primaire Sandy Hook le 14 décembre 2012. La chanson parle d'injustice sociale, mais aussi de la barrière entre les États-Unis et le Mexique prônée par Donald Trump.
À la suite du décès de George Floyd, Flowers modifie quelque peu les paroles de la chanson pour évoquer son décès. « Eight measured minutes and 46 seconds, another boy in the bag, Another stain on the flag » ("Huit minutes et 46 secondes chronométrées, un autre garçon dans le sac, une autre tache sur le drapeau"). La chanson est interprétée à plusieurs reprises au printemps et à l'été 2020 lors de "shows confinés" diffusés à la télévision ou sur internet, ainsi qu'au cours du show pour le feu d'artifice du 4 juillet, parfois avec des chansons plus anciennes et de nouvelles devant paraitre sur le prochain album Imploding the Mirage.
La chanson reprend un extrait de la chanson de Mahalia Jackson Nobody Knows the Trouble I've Seen.
Spike Lee a réalisé le clip.

## Liste des titres
| 1. | Land of the Free | 4.02 |